# Рогачёвка (река)
Рогачёвка — река в Юго-Западном и Западном административных округах Москвы, правый приток Раменки.
Площадь бассейна реки составляет около 3-х квадратных километров.

## Географическое расположение
Река Рогачёвка протекает на юго-западе Москвы — в районах: Ломоносовкий, Гагаринский, Проспект Вернадского — и впадает в реку Раменка (приток Сетуни).

## Описание

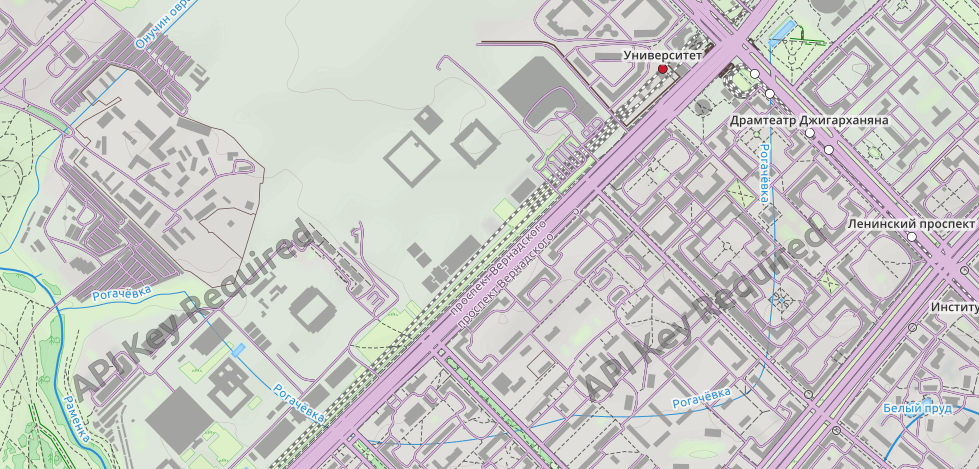
Расположение русла реки на современной карте г. Москвы

Название реки антропонимического происхождения.
Длина Рогачёвки составляет 2,7 километра. Открытое русло реки составляет всего 0,5 километра перед устьем.

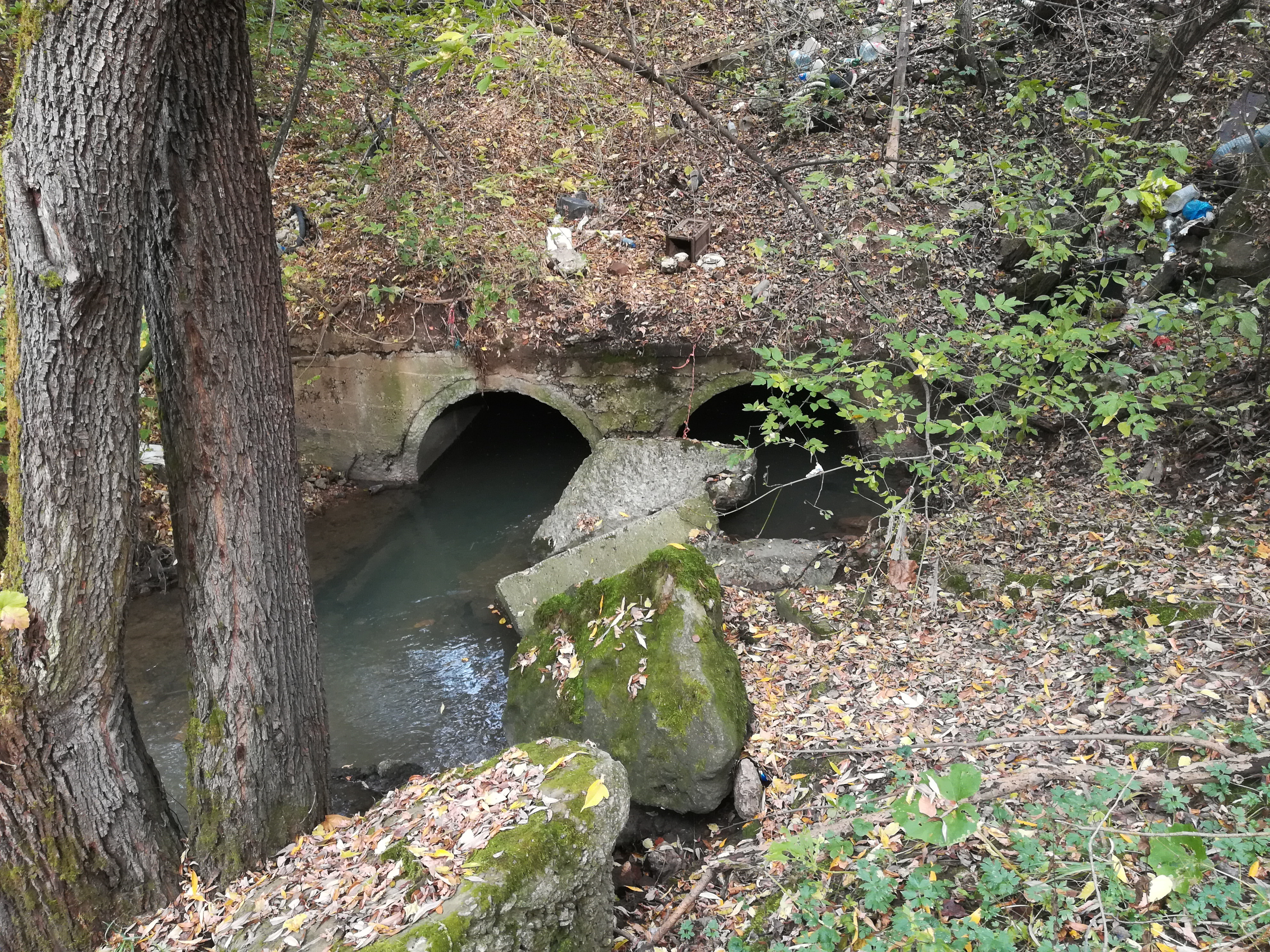
Начало открытого русла реки. 2020

Рогачёвка берёт своё начало в районе станции метро Университет, заключённая в коллектор, стекает с главного холма Воробьёвых гор, пересекается улицей Строителей, улицей Крупской и выходит в открытое русло. Конечный участок Рогачёвки располагается в Парке имени 50-летия Октября, перед мостом через реку Раменку прежнего Боровского шоссе, где река и впадает в реку Раменка.
По состоянию на 2015 год, Рогачёвка загрязнена.

## Галерея

Исток Рогачёвки из трубы, 2007 год